# 本頓縣 (明尼蘇達州)
本頓縣（英語：Benton County）是美国明尼蘇達州中部的一個郡，面積1,070平方公里。根據2020年美國人口普查，共有人口41,379人。縣治福立（Foley）。該縣成立於1849年10月27日，是該州最早的九個縣之一；縣名紀念代表密蘇里州的聯邦參議員托马斯·哈特·本顿（Thomas Hart Benton）。